# Ауденбос
Ауденбос (нід. Oudenbosch) — місто на заході нідерландської провінції Північний Брабант, входить до муніципалітету Галдерберге.
Ауденбос відоме насамперед завдяки базиліці Св. Агати та Варвари, побудованої між 1865 і 1892 роками. Дизайн був натхненний двома церквами в Римі. Купол базиліки є зменшеною копією купола собору Святого Петра, головний фасад — копією головного фасаду собору Святого Іоанна Латеранського.

## Історія
У 1275 році Арну ван Льовен і його дружина Елізабет, лорд і леді Бреди, пожертвували Берлебос і двісті акрів боліт абатству Св. Бернарда в Хеміксемі. Поступово Ауденбос переріс у село. Гавань використовувалася для перевантаження торфу, який надходив з півдня, на більші кораблі та транспортування його до Дордрехта.
На початку Вісімдесятирічної війни (1568-1648) Ауденбос був розграбований морськими гезами. У 1604-1605 роках населення практично вимерло через чуму. У 1625 році виникла друга епідемія чуми.
Близько 1825 року місцева економіка почала розвиватися. Ауденбос лежить на переході між піском і морською глиною ; ґрунт виявився сприятливим для розсадників дерев .
Духовне відродження виявилося також у будівництві неперевершеної нової парафіяльної церкви з куполом за зразком базиліки св. Петра в Римі та фасадом, як св. Іоанна Латеранського . Будівництво почалося в 1865 році, через шістнадцять років, у 1892 році, церкву можна було використовувати. Базиліка була побудована з ініціативи пастора Віллема Хеллемонса.
У період між двома світовими війнами Ауденбош зіткнувся з серйозними наслідками загальної економічної кризи. В інших аспектах також майже не було зростання. Під час Другої світової війни муніципалітет оминули великі катастрофи. Він був визволена 30 жовтня 1944 року без кровопролиття і без руйнувань.